# СИЗО № 3 (Выборг)
СИЗО № 3 УФСИН России по Санкт-Петербургу и Ленинградской области — Федеральное казённое учреждение «Следственный изолятор № 3 Управления Федеральной службы исполнения наказаний по Санкт-Петербургу и Ленинградской области». Расположено в городе Выборге в здании бывшей губернской тюрьмы, построенном в начале 1880-х годов в так называемом кирпичном стиле по проекту архитектора К. Ф. Киселёва и включённом в перечень памятников архитектуры.

## История
Во второй половине XIX века вслед за судебной реформой Александра II были проведены и преобразования в организации тюрем Российской империи, включавшие замену общих тюремных помещений отдельными камерами. Размещавшаяся в Выборгском замке старая тюрьма не соответствовала новым требованиям, и в 1871 году было принято решение о возведении нового здания, ставшего одним из первых образцов построек такого типа. Строительством губернской тюрьмы занимался архитектор К. Ф. Киселёв, взявший за основу проект архитектора Л. И. Линдквиста, построившего в Великом княжестве Финляндском Тавастгусскую и Улеаборгскую тюрьмы. Крестообразное здание, выстроенное в так называемом кирпичном стиле, было завершено в 1884 году, когда строительство знаменитых «Крестов» в Петербурге только начиналось. В дальнейшем здание Выборгской губернской тюрьмы расширялось под руководством архитекторов Д. Декера и Г. Фразера.

Здание СИЗО (в центре) на сферопанораме Выборга

Краснокирпичное здание изначально имело форму креста с одной длинной (80 метров) и двумя симметрично расположенными с боков короткими «перекладинами», но позднее обросло пристройками, нарушившими первоначальную форму. Центральный зал между рядами камер на нескольких этажах освещался высокими окнами в торцовых щипцах. Внутренний двор разделялся на два клиновидных отделения, для прогулок заключённых мужчин и женщин соответственно. Выборгская тюрьма была одной из самых населённых в Финляндии. Первоначально в неё попадали, в основном, за бродяжничество. Но в первой четверти XX века, в период революций и войн, в тюрьме побывали и политические заключённые: в числе наиболее известных узников — Л. Б. Красин и И. Броз Тито.
В историю вошло массовое убийство в Выборгской тюрьме в апреле 1918 года, происшедшее в ходе Гражданской войны в Финляндии.
Назначение здания принципиально не изменилось после советско-финских войн (1939—1944). В советское время после пристройки нового корпуса следственный изолятор в плане стал напоминать букву «F».